# Pia Nalli
Pia Maria Nalli (Palermo, 10 febbraio 1886 – Catania, 27 settembre 1964) è stata una matematica italiana, ricordata per essere stata, nel 1920, la prima donna in Italia a ottenere una cattedra di matematica.

## Biografia
La formazione universitaria di Pia Nalli avviene all'Università di Palermo come allieva di Giuseppe Bagnera, con il quale si laurea in matematica nel 1910.
L'inizio della sua produzione scientifica, che vede la luce sulla scia dei lavori di Giuseppe Bagnera, risale al 1911, anno in cui pubblica sui Rendiconti del circolo matematico di Palermo, circolo di cui era socia dal 1910, uno studio di geometria algebrica, nonché due note che hanno per oggetto la definizione del dominio del piano limitato da una curva di Jordan semplice e chiusa.
Le ricerche successive sono indirizzate all'analisi matematica, con uno studio storico-critico della teoria dell'integrazione, un campo di ricerca allora di recente acquisizione, dove esponeva i relativi risultati dei fondamentali lavori di Émile Borel, Henri Lebesgue, Charles de la Vallée Poussin, Giuseppe Vitali e Arnaud Denjoy. Questo studio, che diede origine ad una monografia dal titolo Esposizione e confronto critico delle diverse definizioni proposte per l'integrale definito di una funzione limitata o no, le valse nel 1914 la libera docenza in analisi matematica. Le ricerche riportate in tale monografia vanno al di là di un semplice intento espositivo, mostrando – l'autrice – una capacità di rielaborare la materia in modo originale, fecondo e critico in virtù dei nuovi metodi di cui – ella – si era impadronita a fondo. Non a caso, tra il 1915 e il 1918, la Nalli impegnò parte dei suoi sforzi nell'estensione del teorema di de la Vallée Poussin sulle derivate seconde generalizzate alle funzioni integrali secondo Denjoy, dimostrando il teorema di unicità dello sviluppo in serie trigonometrica per questa classe di funzioni. Nello stesso periodo, concentra altresì la sua attenzione sul problema della sommazione delle serie, con speciale riferimento alle serie di Dirichlet.
Il 1919 è l'anno a partire dal quale la Nalli comincia ad occuparsi di questioni relative alla teoria delle equazioni integrali lineari e allo studio degli operatori integrali sulla scia delle ricerche di Ivar Fredholm. In particolare, l'interesse per le difficoltà presentate dall'equazione integrale di Fredholm di terza specie a nucleo simmetrico è legato, soprattutto, al fatto che questa equazione era rimasta fuori delle ricerche di analisti del calibro di Vito Volterra ed Émile Picard i quali si erano invece dedicati specialmente a quelle di prima e seconda specie. Ben presto ella si accorse che, per sciogliere il problema relativo alle condizioni di risolubilità per l'equazione di terza specie, c'era bisogno di quello che oggi, con linguaggio moderno, si chiama risoluzione spettrale dell'operatore lineare simmetrico connesso all'equazione. Si trattava, dunque, di adottare un procedimento innovativo che richiedeva, per un verso, l'abbandono delle tecniche fino allora seguite nell'analisi delle trasformazioni funzionali, tecniche che in Italia erano ancora sostanzialmente ancorate ai metodi di Volterra; per l'altro, il ricorso alla teoria delle forme quadriche a infinite variabili e all'integrale che Ernst Hellinger aveva proposto tra il 1906 e il 1909.
Queste ricerche, che confluirono in due memorie apparse sui Rendiconti del circolo matematico di Palermo rispettivamente nel 1919 e nel 1922, furono al centro di numerose critiche che ruotavano sostanzialmente attorno all'appunto di non aver fornito una risoluzione esplicita dell'equazione di terza specie in questione, come riporta la Nalli stessa in un successivo lavoro del 1926 dal titolo Risoluzione dell'equazione integrale di terza specie, nel quale difende comunque il valore dei propri risultati. Quantunque, dopo il 1926, avesse pubblicato alcune note lincee sulle equazioni funzionali lineari nonché uno studio di avanguardia sulla formula di Green nel campo complesso e sull'area delle superficie, scritto in collaborazione con Giulio Andreoli, il programma di ricerca intrapreso sulle equazioni integrali continuò a incontrare ostacoli presso la comunità matematica e dopo il 1928 fu definitivamente abbandonato.
A questa data, la carriera accademica della Nalli aveva raggiunto il suo apice con la nomina nel 1921 a professore straordinario di analisi matematica, indi a professore ordinario nel 1923, presso l'Università di Cagliari dove rimase fino al 1927, quando si trasferì alla cattedra di analisi algebrica e infinitesimale dell'Università di Catania, cattedra che tenne per circa trenta anni, fino al pensionamento. Proprio sul terreno istituzionale e accademico Pia Nalli non ebbe riconoscimenti ufficiali adeguati al valore della sua produzione scientifica: non fu, infatti, mai eletta tra i soci di nessuna accademia e non fu chiamata a far parte di una commissione concorsuale universitaria o investita di qualche autorevole incarico. Nel 1926, per esempio, pur essendosi classificata al primo posto per la cattedra di analisi matematica all'Università di Pavia ove aspirava trasferirsi, non fu mai chiamata da quell'ateneo, forse anche a causa di un anonimo che l'aveva accusata pretestuosamente di occuparsi più di politica che di didattica. La replica non si fece attendere e fu piuttosto caustica com'era nel suo carattere: scrivendo infatti al rettore per contestare la decisione della Facoltà si firmava «Pia Maria Nalli, rifiuto dell'Università di Pavia, della R. Università di Cagliari».
La mancanza di riconoscimenti accademici tuttavia non le impedirono di esercitare il ruolo di “maestra” di alcuni giovani studiosi di talento, quali Gaetano Fichera e Francesco Vincenzo Guglielmino.
Tornando alla sua produzione, dal 1928 in poi la Nalli si occupò quasi esclusivamente di calcolo differenziale assoluto, dove fu autrice di numerose pubblicazioni, intrattenendo una fitta corrispondenza con Tullio Levi-Civita, che di quel calcolo era stato il creatore con Gregorio Ricci-Curbastro. In questo ambito di ricerca sono da ricordare l'analisi approfondita delle cosiddette coordinate di Fermi, che Tullio Levi-Civita medesimo aveva impiegato nelle sue indagini sullo scarto geodetico, analisi svolta dalla Nalli in due memorie del 1928, pubblicate sui Rendiconti dell'Accademia Nazionale dei Lincei, dai titoli Sopra le coordinate geodetiche e Sul parallelismo di Levi-Civita e sopra certe possibili estensioni; si deve a lei anche la nozione di trasporto rigido, introdotta in un'ulteriore memoria lincea del 1929, dal titolo Spostamenti rigidi e derivazioni generalizzate. Seguirono altri lavori sullo stesso argomento, tra i quali Trasporti rigidi e relatività, dato alle stampe nel 1931 su sollecitazione dello stesso Tullio Levi-Civita, il quale, tra l'altro, le riconosceva la priorità della introduzione della nozione di parallelismo utilizzando proprio le coordinate geodetiche.
Rientra infine tra le opere di alta divulgazione scientifica la sua monografia Lezioni di calcolo differenziale assoluto, pubblicata a Catania nel 1952.

## Pubblicazioni

### Lavori (selezione)
- Riduzione di un fascio di curve piane di genere uno, corrispondente a se stesso in una trasformazione birazionale involutoria del piano, «Rendiconti del circolo matematico di Palermo», s. l, v. 31, 1911, pp. 92–108.
- Sopra una nuova specie di convergenza in media. Memoria seguita da una Aggiunta, «Rendiconti del circolo matematico di Palermo», s. l, v. 38, 1914, 305-319 e pp. 320–323.[2]
- Sulle equazioni integrali. Note I, II, III, IV, V e VI, «Rendiconti della R. Accademia nazionale dei Lincei, classe di scienze fisiche matematiche e naturali», s. V, v. 27, 1918, pp. 118–123, 159-163, 192-196, 260-263, 316-322 e v. 28, 1919, pp. 200–204.[2]
- Generalizzazione di alcuni punti della teoria delle equazioni integrali di Fredholm, «Annali di matematica pura e applicata», s. III, v. 18,  1919, pp. 235–261.[2]
- Sopra una equazione funzionale. Note I, II, III, IV e V, «Rendiconti della R. Accademia nazionale dei Lincei, classe di scienze fisiche matematiche e naturali », s.V, v. 29, 1920, pp. 23–25, 84-86, v. 30, 1921, pp. 85–90, 122-127 e v. 31, 1922, pp. 245–248.
- Sulle operazioni funzionali lineari, «Rendiconti del circolo matematico di Palermo», s.I, v. 46, 1922, pp. 49–90.
- Sul parallelismo di Levi-Civita e sopra certe possibili estensioni, «Rendiconti della R. Accademia nazionale dei Lincei, classe di scienze fisiche matematiche e naturali », s. VI, v. 7 (1928) 380-383.
- Parallelismo e coordinate geodetiche, «Rendiconti della R. Accademia nazionale dei Lincei, classe di scienze fisiche matematiche e naturali », s.VI, v. 9 (1929) 526-530.
- Trasporti rigidi e relatività, «Rendiconti della R. Accademia nazionale dei Lincei, classe di scienze fisiche matematiche e naturali », s. VI, v. 13 (1931) 837-842.
- Risoluzione di due problemi classici per mezzo di una equazione di Volterra, «Annali di matematica pura e applicata», s. IV, v. 17 (1938) 193-202.
- Calcolo tensoriale ed operazioni funzionali. Note I e II, s. III, v. 11, «Bollettino dell'unione matematica italiana»,  1956, pp. 117–122 e v. 12,  1957, pp. 131–144.

### Monografie
- Esposizione e confronto critico delle diverse definizioni proposte per l'integrale definito di una funzione limitata o no, Palermo, Stab. Tip. Virzì, 1914.[2]
- Lezioni di calcolo infinitesimale, Catania, Casa del Libro, 1946.
- Analisi matematica, Catania, Casa del Libro, 1949.
- Lezioni di Calcolo differenziale assoluto, Catania, Tipografia Zuccarello & Izzi, 1952.
- Opere scelte, a cura dell'Unione Matematica Italiana, Rozzano (MI), Litografia D. Cislaghi, 1976 (con ritratto ed elenco delle pubblicazioni).